# Liste du patrimoine immobilier classé de Malmedy
Cette page regroupe l'ensemble du patrimoine immobilier classé de la ville belge de Malmedy.
| Objet | Année de construction / Architecte | Adresse              | Section communale | Coordonnées                      | Numéro d’inventaire | Illustration |
| --- | ---------------------------------- | -------------------- | ----------------- | -------------------------------- | ------------------- | --- |
| Athénée Royal de Malmedy: Ancienne abbaye des Saints-Pierre-et-Paul (façades, toitures, intérieur des cloîtres, salles voûtées, salle du chapitre, salle à colonnes de l'angle nord-est), place du Châtelet |                                    | Place du Châtelet    | Malmedy           | 50° 25′ 41″ nord, 6° 01′ 38″ est | 63049-CLT-0001-01   | Athénée Royal de Malmedy: Ancienne abbaye des Saints-Pierre-et-Paul (façades, toitures, intérieur des cloîtres, salles voûtées, salle du chapitre, salle à colonnes de l'angle nord-est), place du Châtelet |
| Chapelle de la Résurrection, place du Pont Neuf |                                    | Place du Pont Neuf   | Malmedy           | 50° 25′ 31″ nord, 6° 02′ 00″ est | 63049-CLT-0002-01   | Chapelle de la Résurrection, place du Pont Neuf |
| Six hêtres de la clairière de la forêt de la Fagne de Longlou |                                    |                      |                   | 50° 29′ 08″ nord, 6° 01′ 30″ est | 63049-CLT-0003-01   | Six hêtres de la clairière de la forêt de la Fagne de Longlou |
| Obélisque de Malmedy |                                    |                      | Malmedy           | 50° 25′ 32″ nord, 6° 01′ 44″ est | 63049-CLT-0004-01   | Obélisque de Malmedy |
| Chemin creux |                                    |                      |                   | 50° 25′ 22″ nord, 6° 02′ 35″ est | 63049-CLT-0005-01   | Image manquanteTéléverser |
| Cathédrale Saints-Pierre-et-Paul et Saint-Quirin |                                    |                      | Malmedy           | 50° 25′ 37″ nord, 6° 01′ 40″ est | 63049-CLT-0006-01   | Cathédrale Saints-Pierre-et-Paul et Saint-Quirin |
| Maison Cavens, immeuble sis Place de Rome, ancien siège de la Fondation Cavens, à Malmedy : façade, toitures avant et retours de façades latérales                                                          |                                    | Place de Rome        | Malmedy           | 50° 25′ 34″ nord, 6° 01′ 30″ est | 63049-CLT-0009-01   | Maison Cavens, immeuble sis Place de Rome, ancien siège de la Fondation Cavens, à Malmedy : façade, toitures avant et retours de façades latérales                                                          |
| L'église Saint-Aubin (M) et ensemble formé par ladite église, le cimetière qui l'entoure et son mur de clôture (S)                                                                                          |                                    | rue Saint-Aubin      | Bellevaux         | 50° 23′ 30″ nord, 6° 00′ 43″ est | 63049-CLT-0010-01   | L'église Saint-Aubin (M) et ensemble formé par ladite église, le cimetière qui l'entoure et son mur de clôture (S)                                                                                          |
| Maison Maraite, n°11 | 1592                               | n°11                 | Bellevaux         | 50° 23′ 26″ nord, 6° 00′ 29″ est | 63049-CLT-0011-01   | Maison Maraite, n°11 |
| Chêne séculaire, dit Lu Tchâne à Tchâne |                                    |                      |                   | 50° 28′ 54″ nord, 6° 04′ 44″ est | 63049-CLT-0012-01   | Chêne séculaire, dit Lu Tchâne à Tchâne |
| Chapelle Saint Hubert |                                    |                      | Pont              | 50° 21′ 59″ nord, 6° 02′ 17″ est | 63049-CLT-0013-01   | Image manquanteTéléverser |
| Ensemble formé par la chapelle Saint Hubert et son environnement |                                    |                      | Pont              | 50° 22′ 00″ nord, 6° 02′ 15″ est | 63049-CLT-0014-01   | Image manquanteTéléverser |
| Ferme sise place du Hameau,à Xhoffraix : pignon à colombages |                                    | Place du Hameau      | Xhoffraix         | 50° 27′ 33″ nord, 6° 04′ 06″ est | 63049-CLT-0015-01   | Image manquanteTéléverser |
| Massif de génévriers, au lieu-dit Les Planeresses |                                    |                      |                   | 50° 28′ 52″ nord, 6° 04′ 50″ est | 63049-CLT-0016-01   | Massif de génévriers, au lieu-dit Les Planeresses |
| L'ermitage de Bernister (M) et ensemble formé par cet ermitage et ses abords (S) |                                    |                      | Bevercé           | 50° 26′ 29″ nord, 6° 01′ 29″ est | 63049-CLT-0018-01   | Image manquanteTéléverser |
| Chapelle des Capucins ou Saint-François, ruelle des Capucins |                                    | ruelle des Capucins  | Malmedy           | 50° 25′ 29″ nord, 6° 01′ 50″ est | 63049-CLT-0019-01   | Chapelle des Capucins ou Saint-François, ruelle des Capucins |
| Le rocher de Warche (S) et établissement d'une zone de protection (ZP) (+ STAVELOT/Stavelot) |                                    |                      |                   | 50° 23′ 16″ nord, 5° 59′ 04″ est | 63049-CLT-0020-01   | Le rocher de Warche (S) et établissement d'une zone de protection (ZP) (+ STAVELOT/Stavelot) |
| Maison Villers (totalité) et annexe (façades et toitures), Cheminrue, n° 11 (M) et ensemble formé par ces bâtiments et le jardin (S)                                                                        |                                    | Cheminrue n° 11      | Malmedy           | 50° 25′ 30″ nord, 6° 01′ 40″ est | 63049-CLT-0021-01   | Maison Villers (totalité) et annexe (façades et toitures), Cheminrue, n° 11 (M) et ensemble formé par ces bâtiments et le jardin (S)                                                                        |
| Chapelle Notre Dame-des-Malades, anciennement Sainte-Marie-Madeleine, (façades et toitures) |                                    | Rue de la Chapelle   | Malmedy           | 50° 25′ 31″ nord, 6° 01′ 19″ est | 63049-CLT-0024-01   | Chapelle Notre Dame-des-Malades, anciennement Sainte-Marie-Madeleine, (façades et toitures) |
| Station de Lycopodium annotinum L. du Wolfbusch, en bordure de la route de Ligneuville |                                    |                      |                   | 50° 22′ 24″ nord, 6° 05′ 28″ est | 63049-CLT-0026-01   | Image manquanteTéléverser |
| Façades et toitures de l'ancienne halle de Grètèdar (à l'exception de l'annexe récente dans le coin nord-est) située rue de Grétedar n° 8 (M). Etablissement d'une zone de protection (ZP)                  |                                    | Rue de Grétedar n° 8 |                   | 50° 25′ 35″ nord, 6° 01′ 51″ est | 63049-CLT-0028-01   | Façades et toitures de l'ancienne halle de Grètèdar (à l'exception de l'annexe récente dans le coin nord-est) située rue de Grétedar n° 8 (M). Etablissement d'une zone de protection (ZP)                  |
| La chapelle Fischbach |                                    |                      |                   | 50° 31′ 06″ nord, 6° 03′ 47″ est | 63049-CLT-0030-01   | La chapelle Fischbach |
| Ensemble formé par les divers témoins historiques et les abords sur les territoires des communes de Jalhay, Baelen, Waimes et Malmédy (+ BAELEN/Membach, WAIMES/ Sourbrodt et Ovifat et JALHAY/Jalhay)      |                                    |                      |                   | 50° 31′ 32″ nord, 6° 02′ 39″ est | 63049-CLT-0031-01   | Image manquanteTéléverser |
| Ensemble formé par le château de Reinhardstein et la vallée de la Warche, à Waimes et Malmédy (+ WAIMES/Robertville, Reinhardstein)                                                                         |                                    |                      | Robertville       | 50° 26′ 52″ nord, 6° 04′ 47″ est | 63049-CLT-0032-01   | Ensemble formé par le château de Reinhardstein et la vallée de la Warche, à Waimes et Malmédy (+ WAIMES/Robertville, Reinhardstein)                                                                         |
| La maison Villers, à l'exception de la façade arrière et de l'annexe sur cour |                                    |                      | Malmedy           | 50° 25′ 30″ nord, 6° 01′ 40″ est | 63049-PEX-0001-01   | La maison Villers, à l'exception de la façade arrière et de l'annexe sur cour |